# Abraham Kattumana

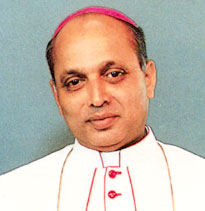
Abraham Kattumana

Abraham Kattumana (Malayalam മാർ ഏബ്രഹാം കാട്ടുമന Mār Ēbrahāṁ Kāṭṭumana; * 21. Januar 1944 in Thottakam, Indien; † 4. April 1995) war ein syro-malabarischer Erzbischof und vatikanischer Diplomat.

## Leben
Abraham Kattumana empfing am 3. Mai 1969 das Sakrament der Priesterweihe für das Erzbistum Ernakulam.
Am 8. Mai 1991 ernannte ihn Papst Johannes Paul II. zum Titularerzbischof von Cebarades und bestellte ihn zum Apostolischen Pro-Nuntius in Ghana, Togo und Benin. Der Erzbischof von Ernakulam, Antony Kardinal Padiyara, spendete ihm am 3. August desselben Jahres die Bischofsweihe; Mitkonsekratoren waren der Bischof von Thamarasserry, Sebastian Mankuzhikary, und der Bischof von Palai, Joseph Pallikaparampil.